# Strom Olgy Havlové

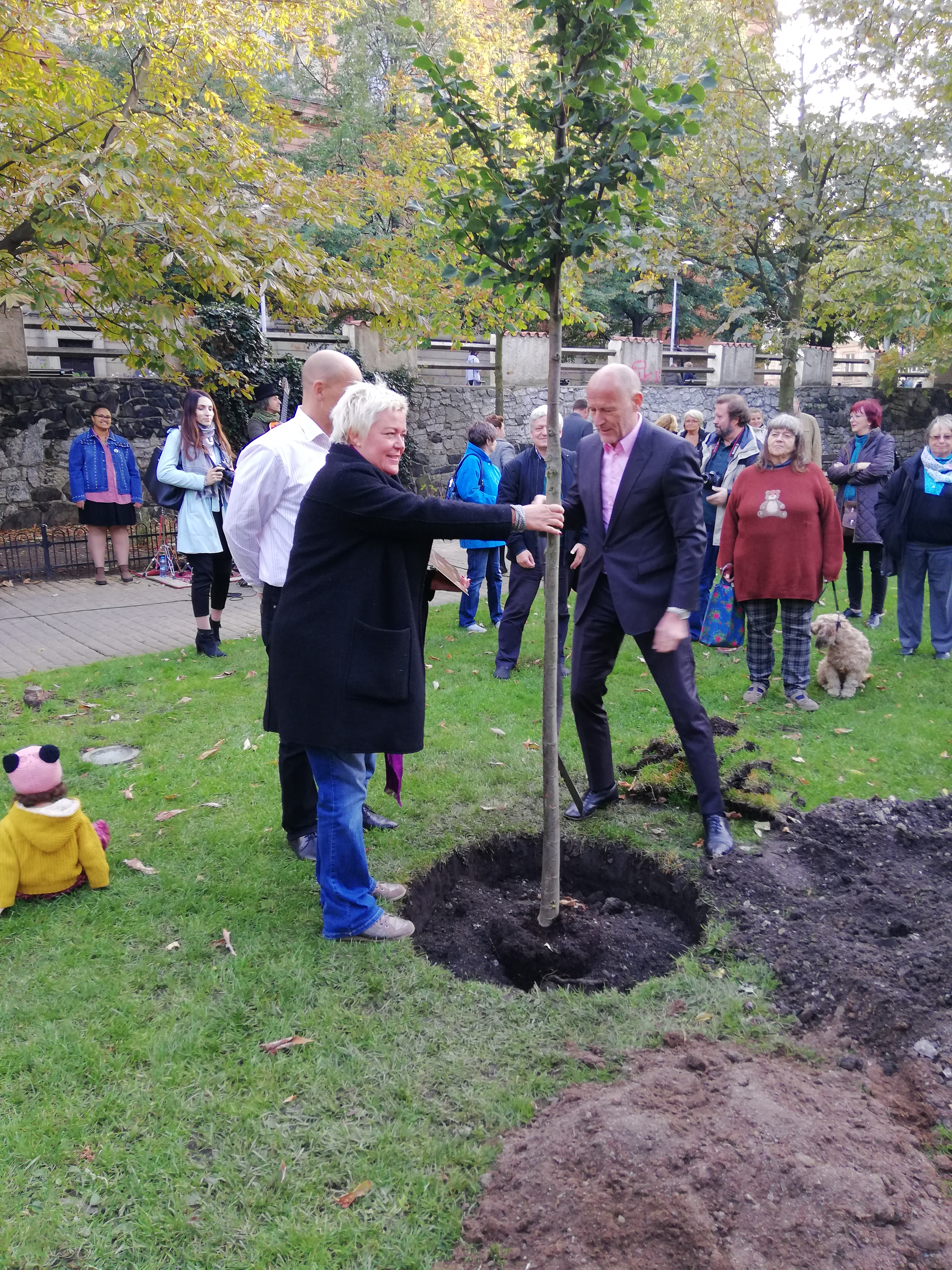
Sázení stromu Olgy Havlové v parku Portheimka v Praze 5 na Smíchově

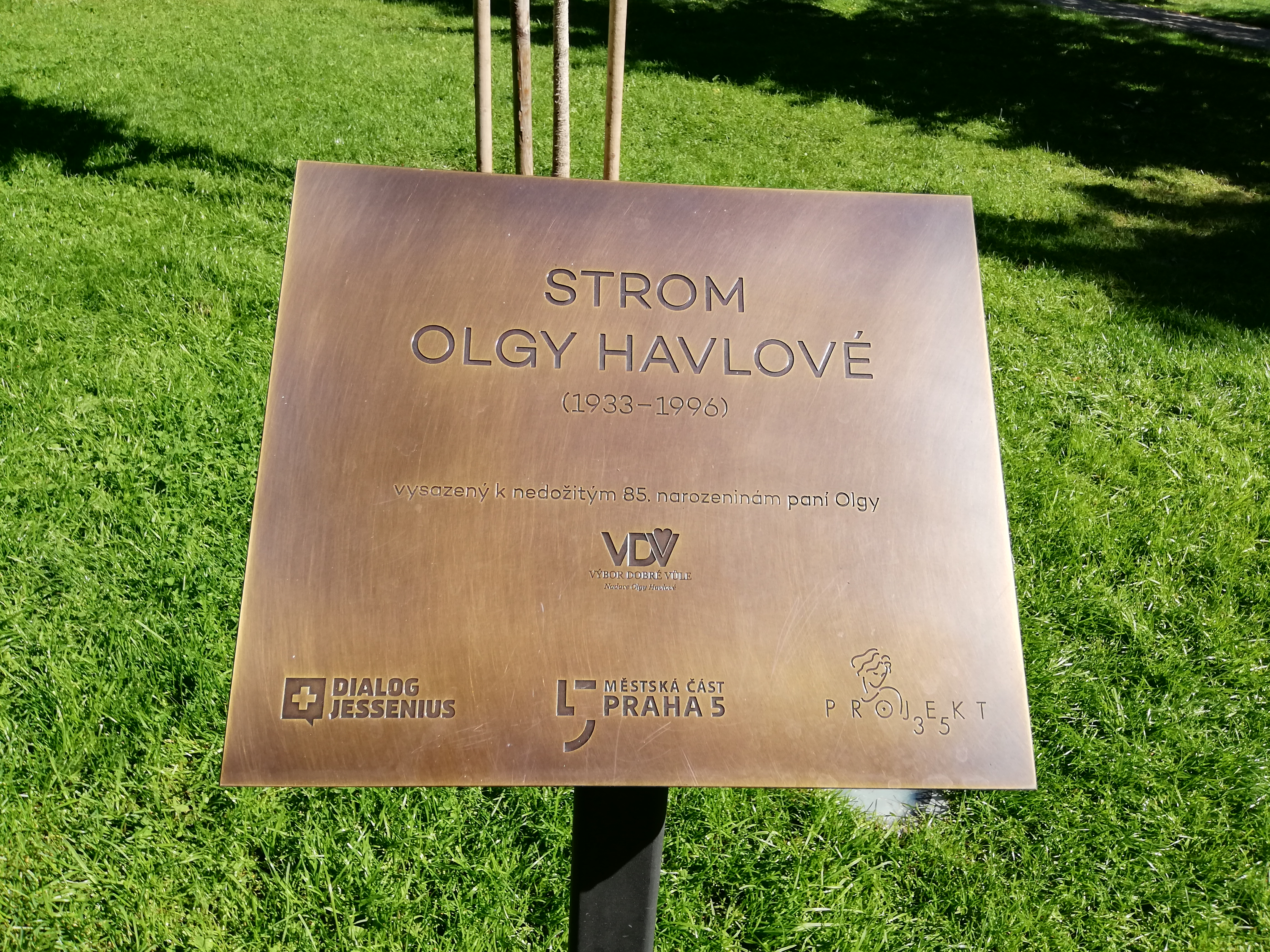
Tabulka u stromu Olgy Havlové v parku Portheimka v Praze 5 na Smíchově

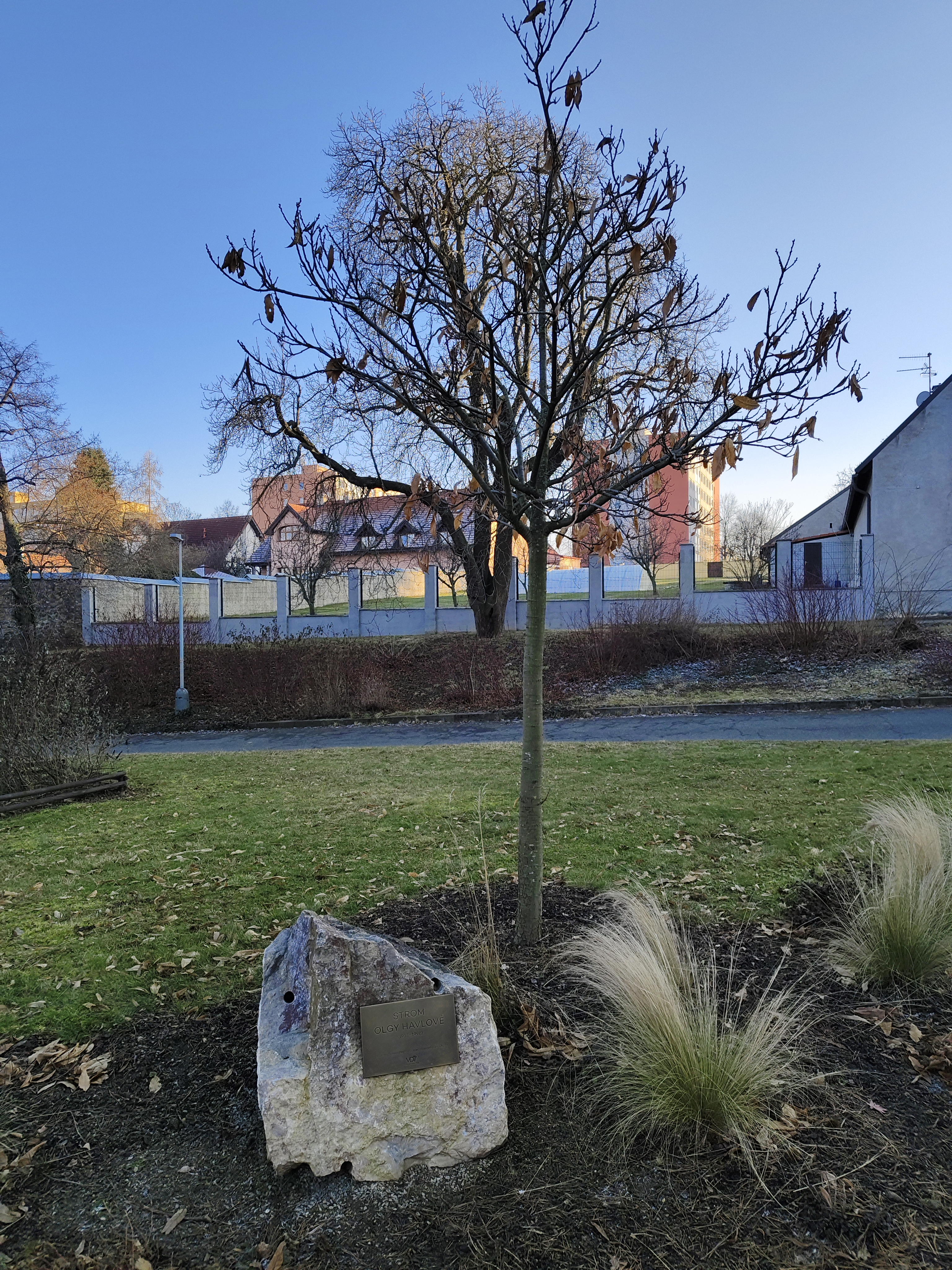
Strom Olgy Havlové vysazený na Praze 13

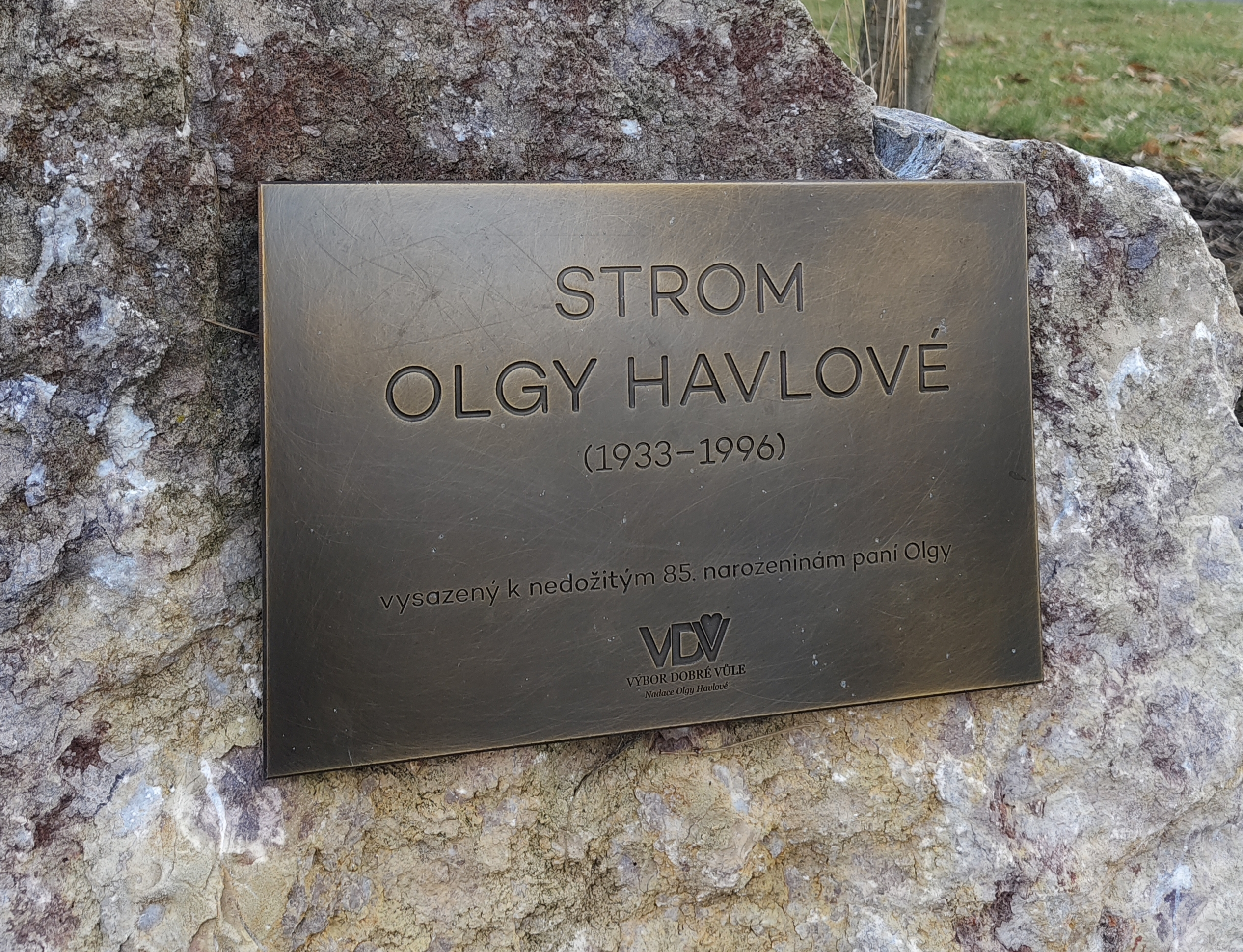
Tabulka u stromu Olgy Havlové na Praze 13

Strom Olgy Havlové je označení použité pro 85 stromů, které byly v roce 2018 vysazeny k příležitosti 85 let od narození první dámy Olgy Havlové. Projekt založil Výbor dobré vůle – Nadace Olgy Havlové (VDV). Myšlenka projektu byla inspirována událostí z roku 1993, kdy Olga Havlová v Olomouci v Topolanech v prostorách Dětského centra zasadila „Lípu dobré vůle“. Do projektu „Strom Olgy Havlové“ se zapojilo 85 obcí a dalších institucí, nejčastěji škol nebo organizací, které se zabývají sociálními službami. Stromy byly sázeny v jarních a podzimních měsících; organizátoři z měst, obcí či institucí opatřili libovolný listnatý strom a zvolili i místo jeho slavnostního zasazení. VDV dodal následně mosaznou desku pro označení stromu.

## Stromy Olgy Havlové v České republice
1. Strom Olgy Havlové (Praha – Žižkov) – lípa velkolistá – zasazena 7. března 2018 na Parukářce, Praha 3[2]
2. Strom Olgy Havlové (Praha – Chodov) – morušovník bílý – zasazen 12. března 2018 v areálu The Park, Praha 11[3]
3. Strom Olgy Havlové (Olomouc – Holice) – lípa velkolistá – zasazena 13. března 2018 v Holickém lese, Olomouc[4]
4. Strom Olgy Havlové (Praha – Nové Město) – jírovec žlutý – zasazen 16. března 2018 v areálu Kateřinské zahrady Všeobecné fakultní nemocnice v Praze, Praha 2[3]
5. Strom Olgy Havlové (Zákolany) – hruška polnička – zasazena 22. března 2018 v Zákolanech – Budči, Zákolany[5]
6. Strom Olgy Havlové (Prachatice) – platan javorolistý – zasazen 23. března 2018 v Parku Mládí, Prachatice[6]
7. Strom Olgy Havlové (Pečky) – lípa malolistá – zasazena 24. března 2018 u Kostela svatého Václava, Pečky[7]
8. Strom Olgy Havlové (Příbram) – buk červený převislý – zasazen 28. března 2018 v Parku přátelství v Hailově ulici, Příbram[8]
9. Strom Olgy Havlové (Kolín) – lípa malolistá – zasazena 4. dubna 2018 v rámci Otevřené ulice na zálabské straně lávky, Kolín[9]
10. Strom Olgy Havlové (Praha 8) – dub cer – zasazen 9. dubna 2018 v Parku Dlážděnka, Praha 8[10]
11. Strom Olgy Havlové (Kladruby nad Labem) – lípa malolistá – zasazena 10. dubna 2018 na křižovatce směrem na Řečany a Kolesa, Kladruby nad Labem[11]
12. Strom Olgy Havlové (Opava) – třešeň velkokvětá – zasazena 11. dubna 2018 na náměstí Slezského odboje, Opava[12]
13. Strom Olgy Havlové (Kadaň) – liliovník tulipánokvětý – zasazen 12. dubna 2018 v areálu Mateřské Školy Olgy Havlové, Kadaň[3]
14. Strom Olgy Havlové (Jičín) – liliovník tulipánokvětý – zasazen 16. dubna 2018 v Libosadu, pod terasou Valdštejnské lodžie, Jičín[13][14]
15. Strom Olgy Havlové (Plzeň 2) – buk lesní lemovaný – zasazen 18. dubna 2018 na Slovanech, Plzeň[15][16]
16. Strom Olgy Havlové (Olomouc – Topolany) – lípa malolistá – zasazena 20. dubna 2018 v Dětském centru v olomoucké části Topolany, Olomouc[3]
17. Strom Olgy Havlové (Chomutov) – jeřáb ptačí – zasazen 21. dubna 2018 ve Staré Vsi Zooparku Chomutov, Chomutov[17]
18. Strom Olgy Havlové (Jirkov) – javor mléč – zasazen 21. dubna 2018 na zahradě Červeného Hrádku, Jirkov[18]
19. Strom Olgy Havlové (Praha 13) – kaštanovník jedlý – zasazen 23. dubna 2018 ve stodůleckém parku poblíž ulice U Kašny, Praha 13[19][20]
20. Strom Olgy Havlové (Manětín) – lípa malolistá – zasazena 24. dubna 2018 u kostela svatého Jana Křtitele, Manětín[3]
21. Strom Olgy Havlové (Rabštejn nad Střelou) – buk lesní nachový – zasazen 24. dubna 2018 v areálu hradu, Rabštejn nad Střelou[3]
22. Strom Olgy Havlové (Turnov) – lípa – zasazena 25. dubna 2018 u knihovny, Turnov[21]
23. Strom Olgy Havlové (Semily) – lípa malolistá – zasazena 25. dubna 2018 na semilském Ostrově, Semily[22]
24. Strom Olgy Havlové (Český Krumlov) – lípa – zasazena 1. května 2018 v městském parku, Český Krumlov[23]
25. Strom Olgy Havlové (Poděbrady) – buk lesní – zasazen 3. května 2018 u Základní školy Václava Havla, Poděbrady[24]
26. Strom Olgy Havlové (Rychnov nad Kněžnou) – buk lesní – zasazen 10. května 2018 v parku před radnicí, Rychnov nad Kněžnou[25]
27. Strom Olgy Havlové (Brno) – lípa malolistá – zasazena 12. května 2018 v parku Lužánky, Brno[26]
28. Strom Olgy Havlové (Světlá nad Sázavou) – javor cukrový – zasazen 14. května 2018 před základní školou Lánecká, Světlá nad Sázavou[27]
29. Strom Olgy Havlové (Týniště nad Orlicí) – lípa stříbrná – zasazena 16. května 2018 u knihovny, Týniště nad Orlicí[28][29]
30. Strom Olgy Havlové (Lhota pod Radčem) – lípa – zasazena 17. května 2018 u kostela svatého Filipa a Jakuba, Lhota pod Radčem[30]
31. Strom Olgy Havlové (Mikulov) – lípa srdčitá – zasazena 18. května 2018 v Městském parku u hřbitova, Mikulov[31]
32. Strom Olgy Havlové (Hradec Králové) – javor červený – zasazen 19. května 2018 v areálu Fakultní nemocnice, Hradec Králové[32][33]
33. Strom Olgy Havlové (Příchovice – Kořenov) – buk Rohanův – zasazen 20. května 2018 v lesoparku Na sluneční, Kořenov[34]
34. Strom Olgy Havlové (Brno) – lípa malolistá – zasazena 22. května 2018 v areálu Campus Science Park naproti Moravskému zemskému muzeu, Brno[3]
35. Strom Olgy Havlové (Brno) – lípa malolistá – zasazena 22. května 2018 v areálu kanceláře veřejné ochránkyně práv, Brno[35]
36. Strom Olgy Havlové (Český Těšín) – sakura – zasazena 23. května 2018 v Masarykových sadech, Český Těšín[36]
37. Strom Olgy Havlové (Častolovice) – dva stromy pavlovnie plstnaté – zasazeny 24. května 2018 na nádvoří u zámku v Častolovicích, Častolovice[37][38]
38. Strom Olgy Havlové (Unhošť – Nouzov) – javor červený – zasazeny 25. května 2018 v areálu chráněného bydlení Domova dobré vůle Slunce, Unhošť[39]
39. Strom Olgy Havlové (Lázně Bělohrad) – lípa malolistá – zasazena 26. května 2018 v parčíku u lázeňského hotelu Grand, Lázně Bělohrad[40]
40. Strom Olgy Havlové (Ústí nad Orlicí) – lípa malolistá – zasazena 27. května 2018 v nově otevřeném parku u kostela Nanebevzetí Panny Marie, Ústí nad Orlicí[41]
41. Strom Olgy Havlové (Praha 7) – lípa – zasazena 29. května 2018 naproti VILA Štvanice, Praha 7[42]
42. Strom Olgy Havlové (Blansko) – sakura – zasazena 30. května 2018 v Domově OLGA, Blansko[43]
43. Strom Olgy Havlové (Varnsdorf) – jilm habrolistý – zasazen 1. června 2018 v areálu základní školy Edisonova, Varnsdorf[3]
44. Strom Olgy Havlové (Tábor) – dub – zasazen 15. června 2018 v Centru Kaňka, Tábor[44]
45. Strom Olgy Havlové (Praha – Kunratice) – lípa zasazena 21. června 2018 na pozemku mezi Mateřskou školou Kunratice a kunratickou tvrzí, Praha - Kunratice[3]
46. Strom Olgy Havlové (Hrochův Týnec) – lípa malolistá – zasazena 23. června 2018 v zámeckém parku, Hrochův Týnec[3]
47. Strom Olgy Havlové (Poběžovice) – sakura – zasazena 27. června 2018 v zámeckém parku nedaleko tamní Coudenhova–Kalerghi Zen zahrady míru, Poběžovice[45]
48. Strom Olgy Havlové (Karlovy Vary) – třešeň – zasazena 11. července 2018 v parku u Císařských lázní poblíž lavičky Václava Havla, Karlovy Vary[46]
49. Strom Olgy Havlové (Neratov) – lípa – zasazena 11. srpna 2018 u neratovského pivovaru, Neratov[47]
50. Strom Olgy Havlové (Šumperk) – platan – zasazen 1. září 2018 u Městské knihovny T. G. Masaryka, Šumperk[48]
51. Strom Olgy Havlové (Říčany) – lípa malolistá – zasazena 3. září 2018 u Základní školy u Říčanského lesa, Říčany[49]
52. Strom Olgy Havlové (Ostrov) – magnolia – zasazena 4. září 2018 poblíž oranžerie Václava Havla v zámeckém parku, Ostrov[50]
53. Strom Olgy Havlové (Klášterec nad Ohří) – lípa srdčitá – zasazena 4. září 2018 v lázeňském parku v areálu lázní Evženie, Klášterec nad Ohří[51]
54. Strom Olgy Havlové (Jáchymov) – lípa – zasazena 7. září 2018 v parku na Náměstí Republiky, Jáchymov[3]
55. Strom Olgy Havlové (Pardubice) – lípa malolistá – zasazena 12. září 2018 před budovou Gymnázia v Mozartově ulici, Pardubice[52]
56. Strom Olgy Havlové (Praha 11) – javor babyka – zasazen 14. září 2018 v areálu Kulturního centra Zahrada, Praha 11[53]
57. Strom Olgy Havlové (Bečov nad Teplou) – smuteční vrba – zasazena 15. září 2018 v Bečovské botanické zahradě, Bečov nad Teplou[3]
58. Strom Olgy Havlové (Zlín) – třešeň bělokvětá (sakura) – zasazena 18. září 2018 v zahradě Domu pokojného stáří, Zlín[54]
59. Strom Olgy Havlové (Hlučín) – lípa velkolistá – zasazena 20. září 2018 v parku u Bašty u městských hradeb, Hlučín[55]
60. Strom Olgy Havlové (Třeboň) – nahovětvec dvoudomý – zasazen 21. září 2018 v Komenského sadech, Třeboň[3]
61. Strom Olgy Havlové (Dolní Břežany) – lípa – zasazena 22. září 2018 v ulici Za Radnicí u ZUŠ Harmony, Dolní Břežany[3]
62. Strom Olgy Havlové (Náchod) – sakura – zasazena 24. září 2018 u budovy Okresního soudu u památníku Obětem komunismu, Náchod[56][57][58]
63. Strom Olgy Havlové (Kutná Hora) – lípa srdčitá – zasazena 25. září 2018 u sochy K. H. Borovského, Kutná Hora[59][60][61]
64. Strom Olgy Havlové (Liberec) – třešeň – zasazena 26. září 2018 u budovy Krajské vědecké knihovny Liberec, Liberec[62][63]
65. Strom Olgy Havlové (Kralupy nad Vltavou) – převislá sakura – zasazena 27. září 2018, areál základní školy Václava Havla, Kralupy nad Vltavou[3]
66. Strom Olgy Havlové (Proseč) – lípa velkolistá – zasazena 28. září 2018, v evangelickém parku vedle Archy, Proseč[3]
67. Strom Olgy Havlové (Sušice) – lípa – zasazena 28. září 2018, park u pomníku T. G. Masaryka, Sušice[64]
68. Strom Olgy Havlové (Telč) – lípa – zasazena 1. října 2018, při cestě do zámeckého parku pod hřištěm základní školy Hradecká, Telč[65]
69. Strom Olgy Havlové (Praha 5) – lípa malolistá – zasazena 3. října 2018, Zahrada Portheimka na Smíchově[66]
70. Strom Olgy Havlové (Ostrava) – liliovník tulipánokvětý – zasazen 4. října 2018, Gymnázium Olgy Havlové, Ostrava[67]
71. Strom Olgy Havlové (Letovice) – liliovník tulipánokvětý – zasazen 5. října 2018, zahrada Nemocnice Milosrdných bratří, Letovice[68]
72. Strom Olgy Havlové (České Budějovice) – lípa malolistá – zasazena 9. října 2018, areál Jihočeské univerzity, České Budějovice[69]
73. Strom Olgy Havlové (Janské Lázně) – buk lesní – zasazen 12. října 2018, Obchodní akademie, odborná škola a praktická škola Olgy Havlové, Janské Lázně[70]
74. Strom Olgy Havlové (Plzeň–Bory) – sakura – zasazena 15. října 2018, kampus Západočeské univerzity, Plzeň-Bory[71]
75. Strom Olgy Havlové (Vrchlabí) – buk lesní – zasazen 16. října 2018, základní škola a mateřská škola Horská – Lesní, Vrchlabí[72]
76. Strom Olgy Havlové (Bechyně) – jeřáb břek – zasazen 17. října 2018, Lázně Bechyně, Bechyně[3]
77. Strom Olgy Havlové (Znojmo) – jabloň – zasazena 18. října 2018, Denní stacionář svatého Damiána, Znojmo[73]
78. Strom Olgy Havlové (Praha 7) – lípa velkolistá – zasazena 19. října 2018, Ortenovo náměstí, Praha 7[74][75]
79. Strom Olgy Havlové (Český Brod) – lípa – zasazena 25. října 2018, u památníku T. G. Masaryka, Český Brod[76]
80. Strom Olgy Havlové (Volyně) – lípa – zasazena 26. října 2018, park u ZUŠ, Volyně[3]
81. Strom Olgy Havlové (Litomyšl) – lípa – zasazena 27. října 2018, v parku za Smetanovým domem, Litomyšl[77]
82. Strom Olgy Havlové (Litvínov) – lípa – zasazena 27. října 2018, Voigtovy sady, Litvínov[3]
83. Strom Olgy Havlové (Pržno) – lípa – zasazena 28. října 2018, zahrada u Občanského centra, Pržno[3]
84. Strom Olgy Havlové (Brno) – liliovník tulipánokvětý – zasazen 29. října 2018, Pedagogická fakulta MU, Brno[3]
85. Strom Olgy Havlové (Boží Dar) – lípa – zasazena 30. října 2018, u kostela svaté Anny, Boží Dar[3]

## Stromy Olgy Havlové v zahraničí
- Strom Olgy Havlové (Ženeva) – čínská lípa, byla zasazena 29. března 2018 v koutě parku Karla II. Brunšvického, Ženeva, Švýcarsko[78] [p 1]

- Strom Olgy Havlové (Kudowa Zdrój) – dub – zasazený 28. července 2018, lázeňský park jako součást Aleje Svobody, Kudowa Zdrój, Polsko [p 2]

- Strom Olgy Havlové (Wroclaw) – javor – zasazený 23. října 2018, Park Słowackiego poblíž Muzea architektury, Wroclaw, Polsko[79]

- Strom Olgy Havlové (Warszawa) – javor – zasazený 24. října 2018, park, Centrum Sztuki Współczesnej (Centrum současného umění) Zamek Ujazdowski, Varšava, Polsko[79]

- Strom Olgy Havlové (Cieszyn) – magnolia – zasazena 27. dubna 2019, v areálu Zamek Cieszyn, Polsko[3]

- Strom Olgy Havlové (Bratislava) – lípa malolistá – zasazena 8. prosince 2023 k nedožitým 90. narozeninám paní Olgy Havlové v parku Marka Čulena v centru Bratislavy poblíž Úřadu vlády Slovenské republiky[80][81][82][83][84]

## Javory na památku paní Olgy
Hosté slavnostního udílení Ceny Olgy Havlové za rok 2018 obdrželi (v rámci projektu „Rok Olgy Havlové“) celkem 300 sazenic javoru dlanitolistého, aby je zasadili (na památku zakladatelky VDV) na nejrůznějších místech České republiky.

## Stromy k 90. výročí nedožitých narozenin Olgy Havlové

### Česká republika
- 86. – Strom Olgy Havlové (Praha 1) – platan – pojmenovaný 22. března 2023 na Senovážném náměstí. Současně byla slavnostně odhalena pamětní deska v těsné blízkosti stromu. Píseň pro Olgu, jejíž autorkou je Aneta Langerová,[85] zazpíval chlapecký pěvecký sbor Bruncvík.[86]
- 87. – Strom Olgy Havlové (Ostrava, Komenského sady) – Liliovník tulipánokvětý – byl zasazen 19. dubna 2023 v Komenského sadech v Ostravě. Jedná se již o druhý strom Olgy Havlové v Ostravě, první z nich byl vysazen 4. října 2018 u Gymnázia Olgy Havlové v Porubě. Píseň pro Olgu od zpěvačky a skladatelky Anety Langerové[85] zazpívala sólistka z Lidové konzervatoře a Múzické školy Ostrava v doprovodu čtyř hudebníků.[87]
- 88. – Strom Olgy Havlové (Teplice, areál Arkadie) – bříza – byl slavnostně předán k vysazení dne 10. září 2023 v Zámecké zahradě v Teplicích při příležitosti oslav 33. narozenin Společnosti pro komplexní péči o zdravotně postižené (Arkadie). Bříza byla vysazena u denního stacionáře v areálu Arkadie ve středu 21. září 2023.[88]
- 89. – Strom Olgy Havlové (Nový Hrozenkov, Charita Nový Hrozenkov) – okrasná jabloň – byla slavnostně zasazena 28. října 2023 před budovou Charity Nový Hrozenkov. Současně byla odhalena pamětní deska v těsné blízkosti stromu. Píseň pro Olgu od zpěvačky a skladatelky Anety Langerové zazněla v podání Markéty Petřekové a Simony Pekařové, které se zároveň samy doprovodily na cimbál a housle.[89][90]
- 90. – Strom Olgy Havlové (Jelení příkop, Pražský hrad) – ořechovec pekanový – byl slavnostně zasazen v pátek 10. listopadu 2023 v Jelením příkopě na Pražském hradě za přítomnosti prezidenta České republiky Petra Pavla a jeho manželky Evy Pavlové. Na krátké vzpomínkové akci zazpívala zpěvačka a skladatelka Aneta Langerová v doprovodu Jakuba Zitka a pěveckého uskupení Maranatha Gospel Choir svoji Píseň pro Olgu.[91][92][93]

Symbolické sázení 90. Stromu Olgy Havlové
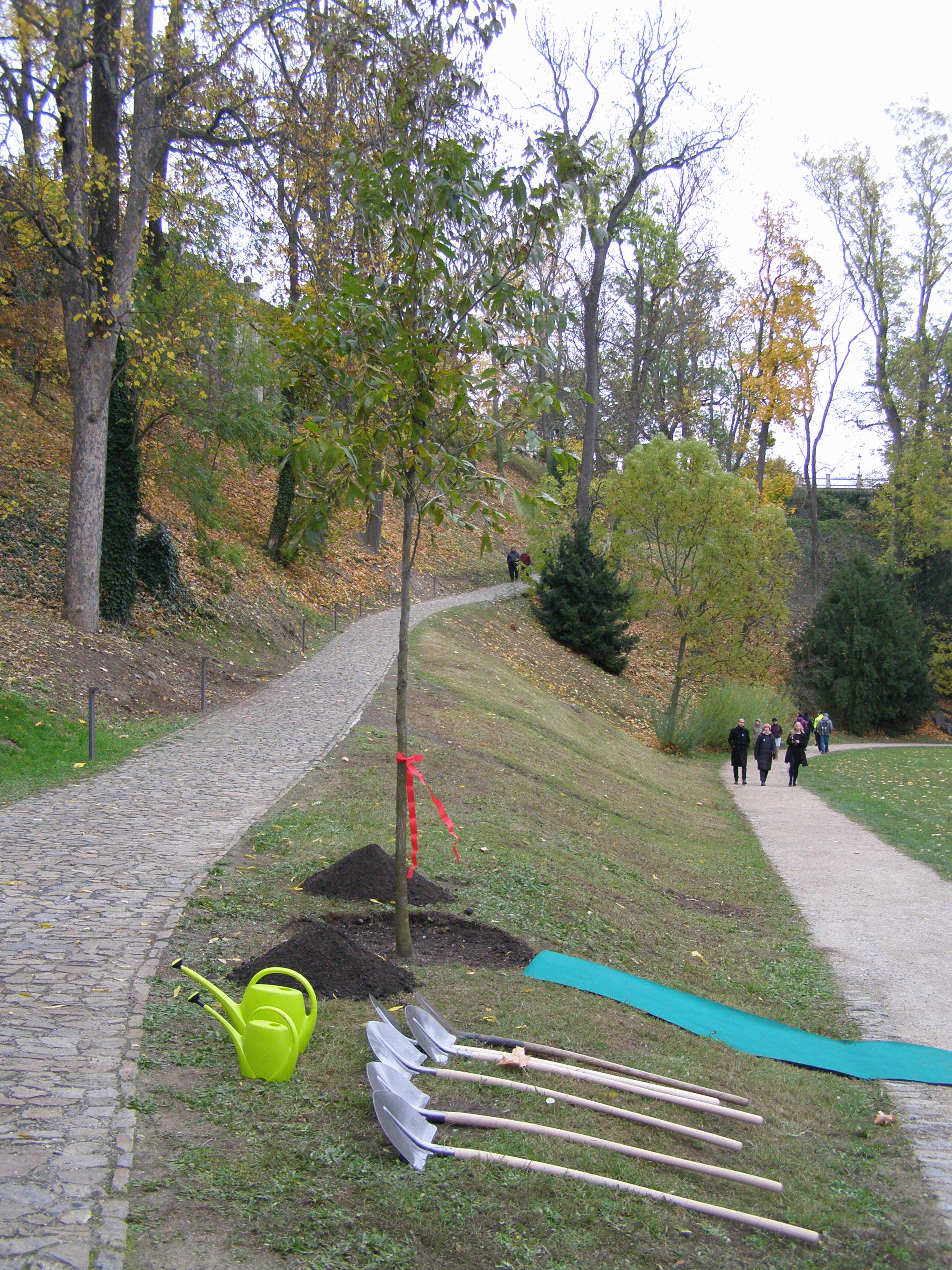
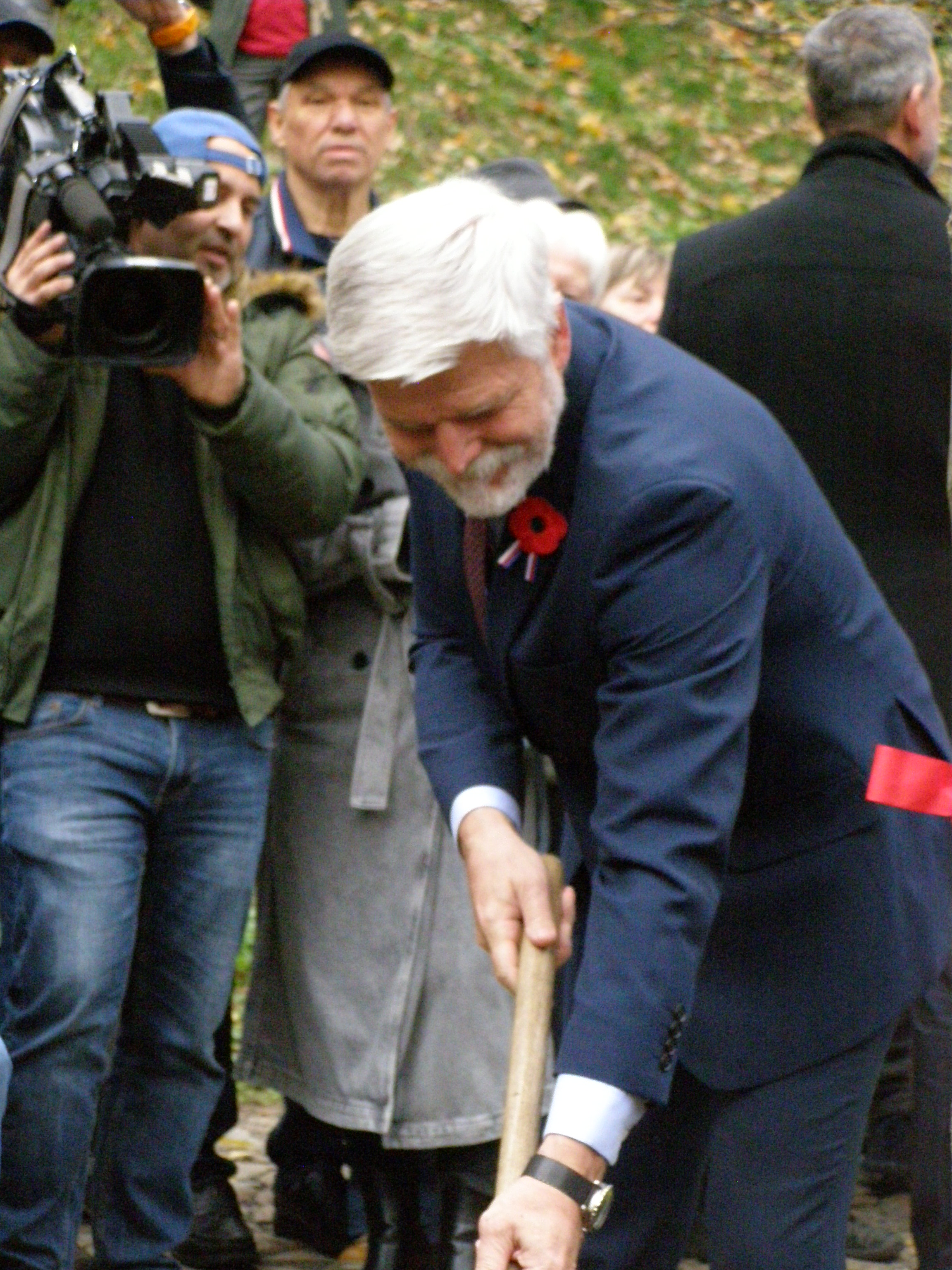
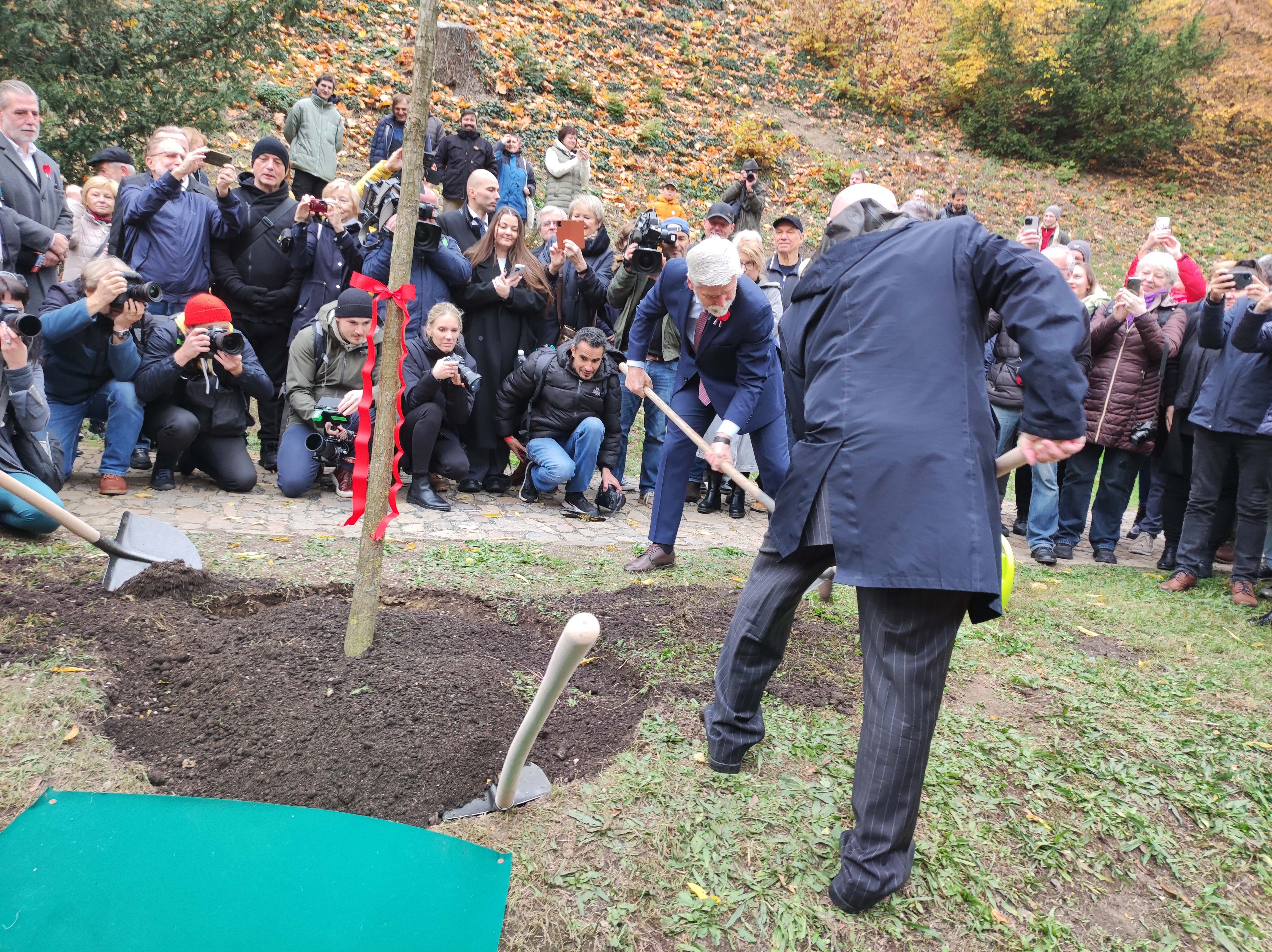
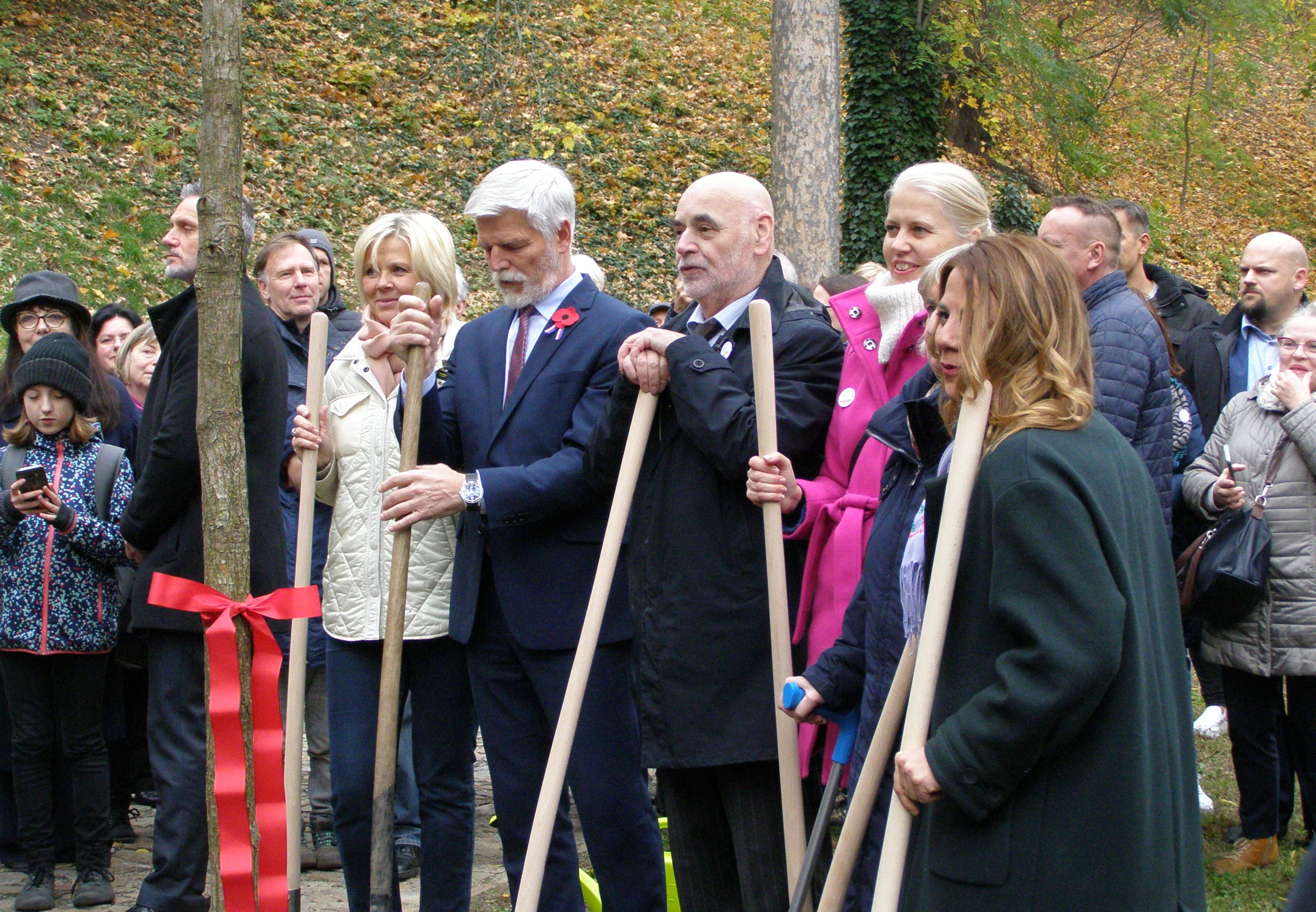
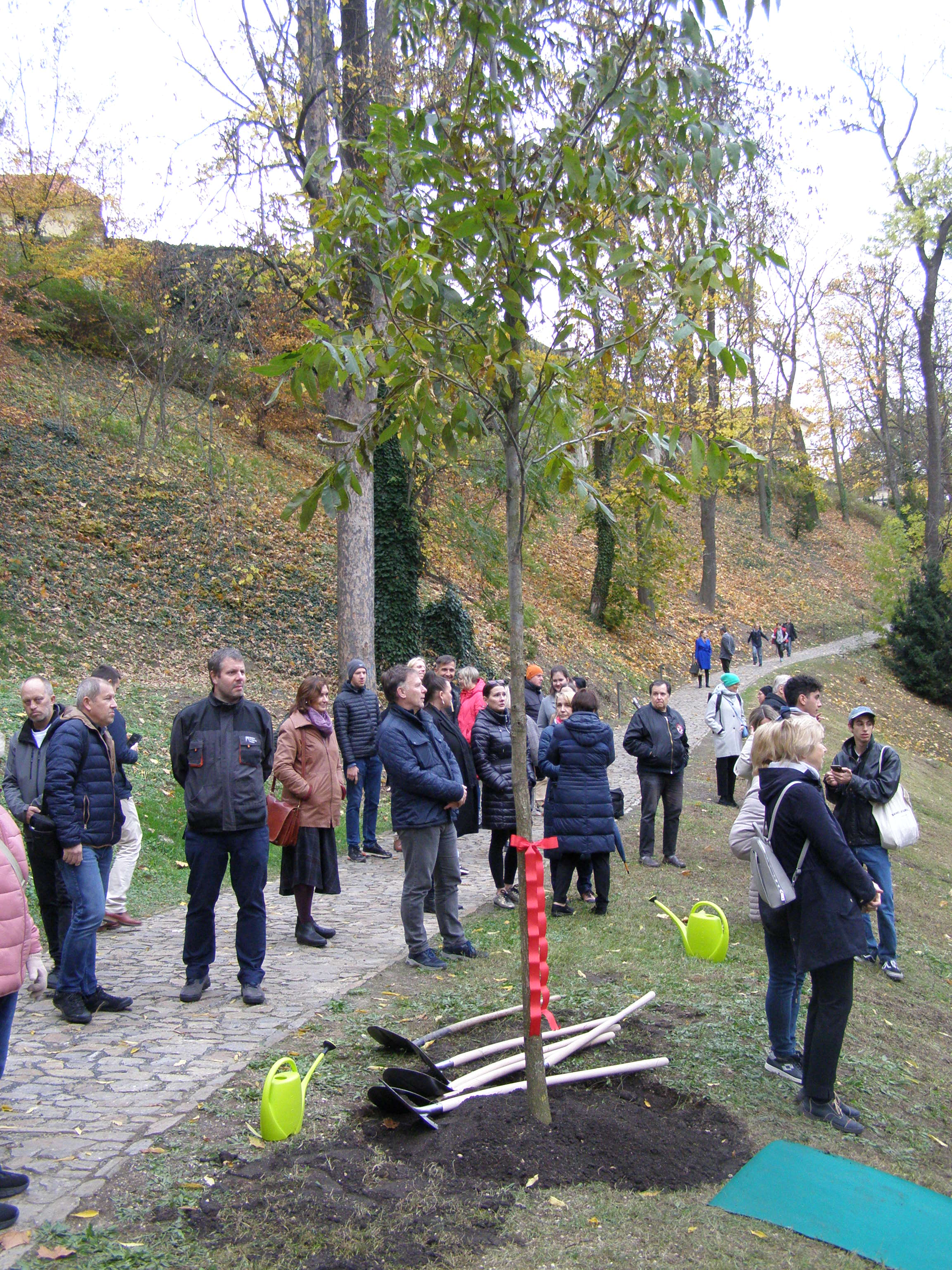

### Slovenská republika
V pátek 8. prosince 2023 kolem poledne byla k nedožitým 90. narozeninám paní Olgy Havlové zasazena v Bratislavě v parku Marka Čulena  lípa malolistá. Slavnostního aktu se účastnil poradce prezidentky Slovenské republiky Zuzany Čaputové Norbert Kurilla, člen správní rady VDV Ivan Gabal, ředitelka VDV Monika Granja, náměstek primátora Bratislavy Jakub Mrva, představitelé Bratislavy a Nadace Ekopolis. Jednalo se o v pořadí již šestý Strom Olgy Havlové vysazený za hranicemi České republiky.

## Stromořadí Olgy Havlové

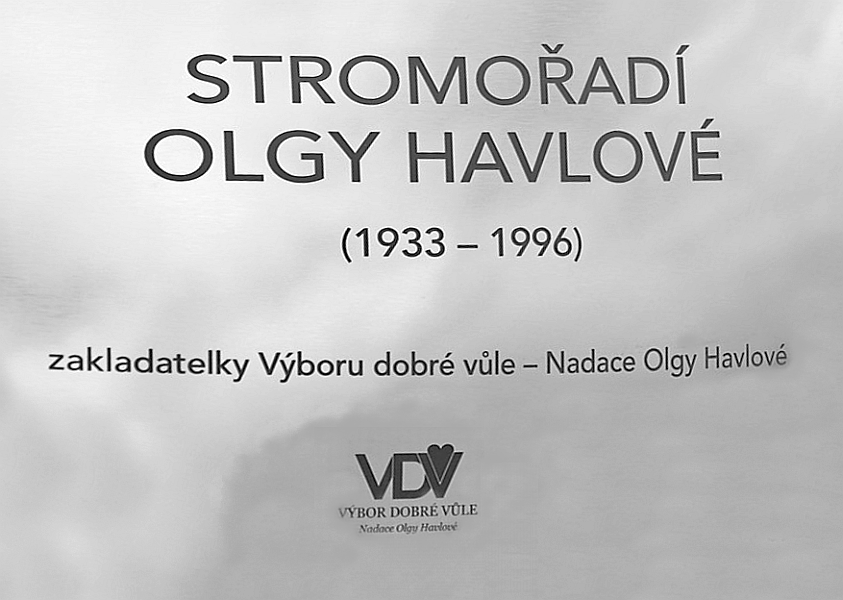
Doprovodná pamětní deska

Dne 5. dubna 2023 dopoledne byla v Trutnově na konci pěší zóny v Horské ulici poblíž dětského hřiště (na místě přestárlých sakur) slavnostně vysazena pětice ozdobných třešní tvořících Stromořadí Olgy Havlové. Akce byla pořádána k výročí 90 let od narození Olgy Havlové. Jako součást Stromořadí Olgy Havlové byla instalována i kovová pamětní deska. Akce proběhla jako součást celostátní kampaně Olga je tu s námi doprovázené finanční sbírkou Dárek pro Olgu.